# Engenheiro Beltrão
Engenheiro Beltrão é um município brasileiro do estado do Paraná. Sua área de unidade territorial é 467.470 km² e sua população foi estimada, em 2017, em 14.314 habitantes.

## História
Em meados de 1912 o sertão não recebeu nenhum influxo ou plano colonizador, somente em 1930 a fase de povoamento da região foi iniciada. O desenvolvimento só se deu após 1932, quando grande número de colonizadores, acompanhados de suas respectivas famílias, construíram seus ranchos, iniciaram pequenas lavouras e a criação de suínos.
As férteis terras, propícias ao plantio do café e cereais, integraram a região ao fluxo colonizador responsável pelo surgimento do patrimônio.
A empresa que deu início a venda das terras onde atualmente se localiza a comarca de Engenheiro Beltrão foi a Sociedade Técnica e Colonizadora Engenheiro Beltrão. O nome do município foi adotado em 1949 para denominar o povoado, e foi homenagem ao então diretor da colonizadora Dr. Duílio Trevisani Beltrão
.
Criado através da Lei Estadual n° 253, de 26 de novembro de 1955, foi desmembrado de Peabiru.

## Geografia
Possui uma área de 467,2 km². Localiza-se a uma latitude 23°47'49" sul e a uma longitude 52°16'08" oeste, estando a uma altitude de 520 metros acima do nível do mar. Localizado na região central do Paraná, se encontra ligeiramente deslocado para o noroeste, a 55 quilômetros de Maringá, 450 quilômetros da capital do estado e 350 quilômetros de Foz do Iguaçu.

### Demografia
Dados do Censo - 2000
População Total: 14.082
- Urbana: 11.129
- Rural: 2.953
- Homens: 6.968
- Mulheres: 7.115

Índice de Desenvolvimento Humano Municipal (IDH-M): 0,762
- IDH-Renda: 0,800
- IDH-Longevidade: 0,831
- IDH-Educação: 0,956

| Etnias  |       |
| ------- | ----- |
| Branca  | 72,4% |
| Parda   | 22,6% |
| Negra   | 3,1%  |
| Amarela | 1,9%  |

Fonte: IPARDES 2010

### Clima
Clima Subtropical Úmido Mesotérmico, verões quentes com tendência de concentração das chuvas (temperatura média superior a 22 °C), invernos com geadas pouco frequentes (temperatura média inferior a 18 °C), sem estação seca definida.

## Administração
- Prefeito: Adalmir José Garbim Junior (2021/2024)
- Vice-Prefeito: Marcio Ricardo Santini
- Presidente da Câmara: Roberto Tochimitsu Moriya

## Economia
A principal atividade econômica da região é a agropecuária. No setor industrial, merece destaque o crescimento da produção de confecções e a indústria de álcool.

## Esporte
No passado a cidade de Engenheiro Beltrão possuiu um clube no Campeonato Paranaense de Futebol, a Associação Esportiva Recreativa Engenheiro Beltrão, que jogava de mandante no Estádio João Cavalcante de Menezes, com capacidade para 2.200 pessoas, construído em 1963 e de propriedade da Prefeitura.

## Prato Típico da Cidade
O prato típico da cidade de Engenheiro Beltrão é o Leitão à Pururuca. O prato é servido, tradicionalmente, em um almoço especial de encerramento das festividades que comemoram o aniversário de emancipação do município (26 de novembro).
A oficialização do prato foi realizada em 2001, por uma lei municipal. Desde então, a preparação do “Leitão à Pururuca” nos almoços especiais do aniversário da cidade é realizada pela mesma equipe de churrasqueiros. O processo de preparo tem duração média de 24 horas e geralmente as pessoas que comparecem ao almoço ganham também um prato de louça branco com o nome e o ano do evento, como uma lembrança física do almoço para levarem para casa.